# Premi e riconoscimenti di Viola Davis
Questa è la lista che riassume tutti i premi ottenuti da Viola Davis. È stata candidata quattro volte al Premio Oscar, vincendo alla terza occasione la statuetta come miglior attrice non protagonista per il suo ruolo in Barriere.
L'attrice vanta inoltre la vittoria di due Golden Globe, sei Screen Actors Guild Awards, due Tony Awards per il suo impegno in ambito teatrale e un Premio Emmy, prima attrice di colore in assoluto a trionfare nella sezione di miglior attrice protagonista in una serie drammatica.
Nel 2023, con la vittoria del Grammy Award, Davis è la terza donna afroamericana nella storia che entra a far parte della cerchia ristretta di celebrità ad aver conseguito l'EGOT, cioè ad aver vinto i quattro premi principali nell'ambito dell'intrattenimento statunitense: l'Emmy per la televisione, il Grammy per la musica, l'Oscar per il cinema ed il Tony per il teatro.

## Premi cinematografici e televisivi
- Premi Oscar
  - 2009 – Candidatura alla miglior attrice non protagonista per Il dubbio
  - 2012 – Candidatura alla miglior attrice protagonista per The Help
  - 2017 – Miglior attrice non protagonista per Barriere[3][4]
  - 2021 – Candidatura alla miglior attrice protagonista per Ma Rainey's Black Bottom[5]

- Golden Globe
  - 2009 – Candidatura alla migliore attrice non protagonista per Il dubbio[6]
  - 2012 – Candidatura alla migliore attrice in un film drammatico per The Help
  - 2015 – Candidatura alla miglior attrice in una serie drammatica per Le regole del delitto perfetto
  - 2016 – Candidatura alla miglior attrice in una serie drammatica per Le regole del delitto perfetto
  - 2017 – Miglior attrice non protagonista per Barriere[7]
  - 2021 – Candidatura alla migliore attrice in un film drammatico per Ma Rainey's Black Bottom
  - 2023 – Candidatura alla migliore attrice in un film drammatico per The Woman King
  - 2025 - Golden Globe alla carriera

- Premi BAFTA
  - 2012 – Candidatura alla miglior attrice protagonista per The Help
  - 2017 – Miglior attrice non protagonista per Barriere[8]
  - 2019 – Candidatura alla miglior attrice protagonista per Widows – Eredità criminale[9]
  - 2023 – Candidatura alla miglior attrice per The Woman King

- Emmy Award
  - 2015 – Miglior attrice protagonista in una serie drammatica per Le regole del delitto perfetto
  - 2016 – Candidatura alla miglior attrice protagonista in una serie drammatica per Le regole del delitto perfetto
  - 2017 – Candidatura alla miglior attrice protagonista in una serie drammatica per Le regole del delitto perfetto
  - 2018 – Candidatura alla miglior attrice guest in una serie drammatica per Scandal
  - 2019 – Candidatura alla miglior attrice protagonista in una serie drammatica per Le regole del delitto perfetto

- Critics' Choice Awards
  - 2009 – Candidatura alla miglior attrice non protagonista per Il dubbio
  - 2009 – Candidatura al miglior cast corale per Il dubbio
  - 2012 – Miglior attrice protagonista per The Help
  - 2012 – Miglior cast cinematografico per The Help
  - 2015 – Candidatura alla miglior attrice in una serie drammatica per Le regole del delitto perfetto
  - 2016 – Candidatura alla miglior attrice in una serie drammatica per Le regole del delitto perfetto
  - 2016 – SeeHer Award
  - 2017 – Miglior attrice non protagonista per Barriere
  - 2017 – Candidatura alla miglior attrice in una serie drammatica per Le regole del delitto perfetto
  - 2021 – Candidatura alla miglior attrice protagonista per Ma Rainey's Black Bottom
  - 2023 – Candidatura alla miglior attrice protagonista per The Woman King
  - 2024 – Candidatura al miglior cast cinematografico per Air - La storia del grande salto[10]

- Screen Actors Guild Awards
  - 2009 – Candidatura al miglior cast per Il dubbio
  - 2009 – Candidatura alla miglior attrice non protagonista per Il dubbio
  - 2012 – Miglior cast per The Help
  - 2012 – Miglior attrice protagonista per The Help
  - 2015 – Miglior attrice in una serie drammatica per Le regole del delitto perfetto
  - 2016 – Miglior attrice in una serie drammatica per Le regole del delitto perfetto
  - 2017 – Miglior attrice non protagonista per Barriere[11][12]
  - 2017 – Candidatura al miglior cast per Barriere
  - 2021 – Miglior attrice protagonista per Ma Rainey's Black Bottom
  - 2021 – Candidatura al miglior cast per Ma Rainey's Black Bottom
  - 2023 – Candidatura alla miglior attrice protagonista per The Woman King

- Festa del Cinema di Roma
  - 2019 – Premio alla carriera

- Satellite Awards
  - 2011 – Miglior attrice per The Help
  - 2011 – Miglior cast per The Help
  - 2017 – Candidatura alla miglior attrice non protagonista per Barriere
  - 2019 – Candidatura alla miglior attrice in un film drammatico per Widows – Eredità criminale
  - 2021 – Candidatura alla miglior attrice in un film drammatico per Ma Rainey's Black Bottom[13]
  - 2023 – Candidatura alla miglior attrice in un film drammatico per The Woman King

## Premi teatrali
- Tony Awards
  - 1996 – Candidatura Miglior attrice non protagonista in un'opera teatrale per Seven Guitars
  - 2001 – Miglior attrice non protagonista in un'opera teatrale per King Hedley II
  - 2010 – Miglior attrice protagonista in un'opera teatrale per Fences

## Premi musicali
- Grammy Award[2][1]
  - 2023 – Miglior album parlato per Finding Me

## Riconoscimenti speciali
Nel 2017, al numero 7013 dell'Hollywood Boulevard, riceve una stella sulla celebre Hollywood Walk of Fame per il suo contributo all'industria cinematografica statunitense.